# Navanunca
Navanunca es un libro de poesía escrito por Juan José Cuadros y publicado en 1961 por Rocamador, inaugurando así con este libro, la colección de poesía Rocamador de Palencia. Es el tercer libro de poemas que escribe Juan José Cuadros. El primero fue Niño sin amigos y después Aquí se dice de un Pueblo. 

## Poemas
| - El pueblo - La calle - De lo que escribía la muchacha - De lo que pensaba el forastero - De lo que sabía el gallo de la veleta - De lo que no sabía nadie - El castillo - El cartero - De la carta que esperaba la muchacha - El pregonero - La carta que sí llegó |  | - El poeta - De las cosas que escribía el poeta - A la muchacha que se murió - A la palabra perdida - Al niño que nunca vio el mar - Cuando se hundieron las canteras - A los parados - A una muchacha que se fue - Del bando que nunca se dio - Y Dios en la iglesia |